# شركة نفط (مقاطعة دورة)
شركة نفط (بالإنجليزية: Sherkat-e Naft Chenar)‏ هي مستوطنة تقع في Shurab Rural District في إيران. يقدر عدد سكانها بـ 342 نسمة .